# Microkorg

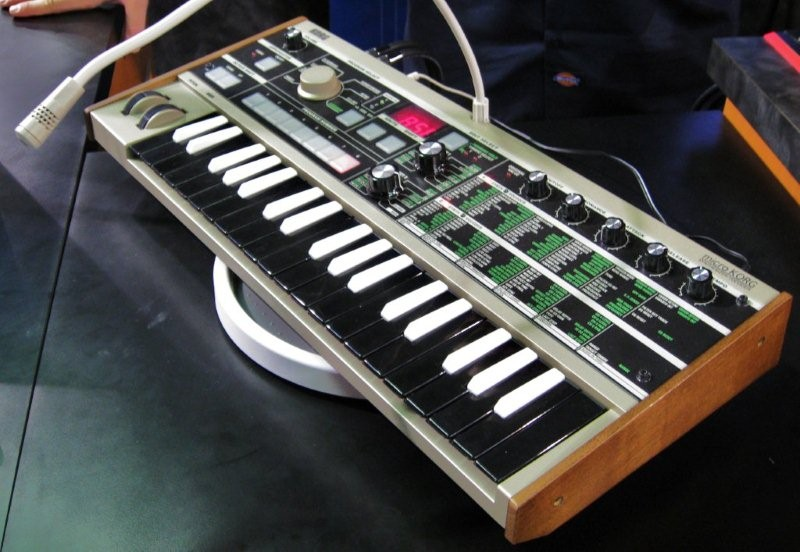
MicroKorg

Il Microkorg è uno strumento musicale digitale di tipo virtual analog. È una tastiera prodotta dalla Korg a partire dal 2002 tuttora in commercio.

## Descrizione
È di dimensioni ridotte, concepita per essere trasportata facilmente e quindi utilizzabile anche a batterie, con un look rétro, sfrutta lo stesso motore sonoro di sintesi dell'MS2000. Ha 37 tasti (3 ottave) che sono di dimensioni ridotte rispetto ai classici tasti di una tastiera normale, ma nonostante ciò hanno una buona risposta e sensibilità al tocco. Nella parte alta dispone di 5 manopole: filtro, resonance, attack, release e tempo, su cui si può intervenire modellando il suono, ma possono inoltre essere assegnate ad altre funzionalità di editing in tempo reale del sintetizzatore; inoltre, nella parte alta, dispone di un microfono utilizzabile come vocoder.
Il Microkorg comprende 128 programmi organizzati in 8 categorie tra cui: Trance, Techno/House, Electronica, DnB Breaks, HipHop/Vintage, Retro, SndFX/Hits e Vocoder. I suoni sono qualitativamente buoni e ha una polifonia limitata a 4 voci. Il motore sonoro è composto da due oscillatori con 7 forme d'onda editabili per ognuno e da 2 LFO. Nel menù dello stesso è possibile editare i parametri tra cui i filtri, la risonanza ed altri, tra cui gli effetti chorus/flanger, phaser ed ensemble. Comprende anche un arpeggiatore editabile su 8 steps e due tasti che permettono di selezionare le ottave lungo la tastiera (-3 oct/+3 oct).
Sul retro ha 3 porte MIDI (in/out/thru), 2 entrate audio regolabili con volume, e 3 uscite audio (L/R e phones); funziona con un trasformatore 9V o con 6 pile tipo AA. I suoni sono anche editabili via midi tramite pc o mac, utilizzando un software Korg distribuito gratuitamente sul proprio sito. L'attuale valore di mercato è tra i 350 e i 450 Euro. Tra gli artisti che utilizzano ed hanno utilizzato questa tastiera troviamo Air, Atomizer, Bare Naked Ladies, Beck, Prodigy, Radiohead, Yesterdays, The Killers, Matthew Murphy (The Wombats), KMFDM, Röyksopp, LCD Soundsystem, Jean-Michel Jarre, New Order, Nick Rhodes (dei Duran Duran), Sean McGhee (tastierista dal vivo di Alison Moyet), Pet Shop Boys e gli italiani Max Gazzè, Maurizio Guarini (dei Goblin), Electro Reverse e McNamara Playground Heroes.